# 橄欖樹 (梵高)
《橄欖樹》是梵高繪製的一系列畫作，現存至少18幅，其中大多數都繪於1889年的圣雷米。1889年5月至次年5月閒梵高正住在圣雷米精神病院，畫下了病院裏的景色。這些樹种在病院牆外，亦曾在其作品《星夜》中出現。
其中1889年五月份完成的一組作品主要表達生命之循環，而十一月份的作品則以“基督在客西馬尼園內的傷痛”為主題。雖然1889年的梵高正飽受精神上的折磨，這一系列作品的水準依然很高。現分藏世界各地的多個博物館中。

## 畫作

### 早期
梵高在1889年5月開始繪製這一主題。

### 星夜的翻版
《群山中的橄榄树》現藏于現代藝術博物館。梵高曾在給他弟弟的信中說：“我畫了一幅風景畫，這也是對星空的一次再發現”。相對于描繪夜晚的《星夜》，這幅畫描繪的則是橄欖樹和白天的天空。他作畫的目的是反抗“某些畫家照片一樣完美”的作品。

### 採橄欖的人
梵高有四幅作品描繪的是採集橄欖果的人。

### 1889年年末
這些作品是梵高受到高更和埃米爾·伯納德影響後畫成的作品。與六月份的用色相反，橙色的大量運用意味著時節的變遷。

## 外部連結
- Van Gogh, paintings and drawings: a special loan exhibition （页面存档备份，存于）, a fully digitized exhibition catalog from The Metropolitan Museum of Art Libraries, which contains material on these paintings (see index)